# 清泉寺 (清徐县)
清泉寺，位于山西省太原市清徐县清源镇平泉村，是中华人民共和国山西省文物保护单位之一。
2004年6月10日，授予山西省文物保护单位，是一座古建筑。